# Luis Rego
Luis Rego (Lisbona, 30 maggio 1943) è un cantante e attore portoghese naturalizzato francese.
Ha fatto carriera in Francia dal 1960, in particolare nel gruppo Les Charlots.

## Biografia
Luis Rego è nato il 30 maggio 1943 a Lisbona in Portogallo e da allora ha mantenuto solo la cittadinanza portoghese All'età di 17 anni, nel 1960, fuggì dal suo paese per sfuggire al servizio militare in Angola, una colonia portoghese in ribellione contro il Portogallo, e per fuggire dalla dittatura che regnava nel suo paese all'epoca. Ha iniziato la sua carriera come musicista in un gruppo chiamato "Les Problems" dove suonava la chitarra ritmica, un gruppo che accompagnava il cantante Antoine. Durante un viaggio nel suo paese d'origine, fu arrestato per diserzione e imprigionato per due mesi dal regime dittatoriale di Salazar. Il suo nome compare in una canzone scritta per sostenerlo, Ballade à Luis Rego, prisonnier politique, tratta dal primo album della band (Antoine rencontre Les Problems).
Nel 1966, il gruppo "Les Problems" divenne "Les Charlots". La carriera di Luis Rego è poi strettamente legata a quella dei suoi compagni: Gérard Rinaldi, Gérard Filippelli, Jean-Guy Fechner e Jean Sarrus. Condivise con i Charlot il successo delle loro numerose canzoni umoristiche: Paulette la reine des paupiettes nel 1967, On n'est pas là pour se faire engueuler nel 1969 e Merci Patron nel 1971.
Lo stesso anno, dopo aver girato il film Cinque matti al servizio di leva (Les Bidasses en folie con i Charlots), decise di lasciare il gruppo, temendo che la sua notorietà sarebbe rimasta associata ad esso.
Tuttavia, è apparso in alcuni dei loro film qualche anno dopo: Tre per tre (Le Retour des bidasses en folie) (1983), Le retour des Charlots (1992). Nel gruppo dei Charlots, Luis Rego era molto amico di Gérard Filippelli.

## Filmografia
- 5 matti in mezzo ai guai (La Grande java), regia di Philippe Clair (1969)
- Cinque matti al servizio di leva (Les Bidasses en folie), regia di Claude Zidi (1971)
- Tre per tre (Le Retour des bidasses en folie), regia di Michel Vocoret (1983)
- Le retour des Charlots, regia di Jean Sarrus (1992)

## Doppiatori italiani
- Vittorio Stagni in Cinque matti in mezzo ai guai